# Macropsis verbae
Macropsis verbae är en insektsart som beskrevs av Anufriev och Zhiltzova 1982. Macropsis verbae ingår i släktet Macropsis och familjen dvärgstritar. Inga underarter finns listade i Catalogue of Life.